# آریون ابراهیموویچ
آریون ابراهیموویچ (آلبانیایی: Arijon Ibrahimi؛ زادهٔ ۱۱ دسامبر ۲۰۰۵) بازیکن فوتبال اهل آلمان است.
از باشگاه‌هایی که در آن بازی کرده‌است می‌توان به باشگاه فوتبال بایرن مونیخ اشاره کرد.
وی همچنین در تیم‌ ملی فوتبال جوانان آلمان بازی کرده‌است.

## دوران باشگاهی

### ستاره سرخ بلگراد
در ۱۱ فوریه ۲۰۲۳، ابراهیموویچ اولین بازی خود را در بوندس‌لیگا در پیروزی ۳-۰ مقابل باشگاه فوتبال بوخوم انجام داد و در دقیقه ۷۷ به عنوان جانشین به جای لروی سانه وارد زمین شد و به دومین بازیکن جوان باشگاه بایرن مونیخ، پس از پل وانر، تبدیل شد.

## زندگی شخصی
آریون ابراهیموویچ در آلمان متولد گردیده‌است اما پدر و مادرش آلبانیایی اهل پریزرن، کوزوو هستند. او با وجود نام خانوادگی مشابه، با زلاتان ابراهیموویچ، فوتبالیست سوئدی، نسبتی ندارد.

## افتخارات

### باشگاهی

#### بایرن مونیخ
- بوندس‌لیگا (۱): ۲۰۲۴-۲۵